# Comuna Starostînți, Pohrebîșce
Starostînți (în ucraineană Старостинці) este o comună în raionul Pohrebîșce, regiunea Vinnița, Ucraina, formată din satele Ivankî, Lișciînți și Starostînți (reședința).

## Demografie
Componența lingvistică a satului Starostînți
     Ucraineană (98,23%)
     Rusă (1,24%)
     Alte limbi (0,27%)
Conform recensământului din 2001, majoritatea populației satului Starostînți era vorbitoare de ucraineană (98,23%), existând în minoritate și vorbitori de rusă (1,24%).